# Acanthomysis crassispinosa
Acanthomysis crassispinosa är en kräftdjursart som beskrevs av Liu och Wang 1980. Acanthomysis crassispinosa ingår i släktet Acanthomysis och familjen Mysidae. Inga underarter finns listade i Catalogue of Life.